# Werner Lierck

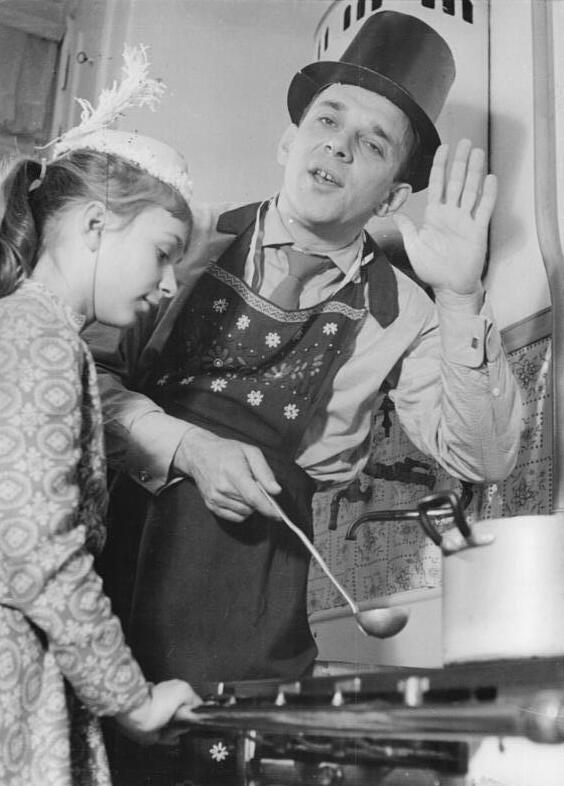
Werner Lierck und seine Tochter (1957)

Werner Lierck (* 26. März 1920 in Berlin; † 28. April 1985 ebenda) war ein deutscher Schauspieler und Kabarettist.

## Leben
Im Nachkriegsdeutschland wurde Werner Lierck 1945 zunächst an Münchner Bühnen besetzt. Hier spielte er mit Gert Fröbe Kabarett und ging später an das Theater Nürnberg. 1953 siedelte Lierck schließlich in die DDR über, wo er jahrelang Ensemblemitglied des Kabarett-Theaters Die Distel war. Mit den Stacheltier-Kurzsatiren wurde er einem größeren Publikum im DDR-Kino bekannt.
Als Schauspieler machte er sich mit volkstümlichen Figuren einen Namen. Im ernsten Fach spielte Lierck etwa den Obergefreiten Dräger in Die gefrorenen Blitze. Seit 1959 war Werner Lierck Mitglied des DEFA-Ensembles. Infolge von Krankheit zog er sich aus dem Filmgeschäft zurück und war zuletzt in dem Musicalfilm Zille und ick 1984 auf dem Bildschirm zu sehen.
Seine Tochter ist die Schauspielerin Madeleine Lierck, sein Schwiegersohn Dieter Wien. Mit den Enkeln Fabian Oscar Wien und Matti Wien ist die dritte Generation auf der Bühne tätig.
Werner Lierck starb 1985 im Alter von 65 Jahren und wurde auf dem Friedhof Pankow IX im Berliner Ortsteil Französisch-Buchholz beigesetzt.

## Filmografie (Auswahl)
- 1954: Das Stacheltier: Stiesels Institut für gute Sitten
- 1956: Heimliche Ehen
- 1957: Das Stacheltier – Fridericus Rex – Elfter Teil
- 1957: Das Stacheltier: Hausbeleuchtung
- 1958: Meine Frau macht Musik
- 1958: Das Lied der Matrosen
- 1958: Sonnensucher
- 1958: Geschwader Fledermaus
- 1959: Im Sonderauftrag
- 1959: Maibowle
- 1959: Ware für Katalonien
- 1959: Senta auf Abwegen
- 1959: Eine alte Liebe
- 1959: Musterknaben
- 1959: Der kleine Kuno
- 1959: Reportage 57
- 1959: Ehesache Lorenz
- 1960: Die schöne Lurette
- 1960: Einer von uns
- 1960: Seilergasse 8
- 1961: Das Stacheltier: Ein Pferd müßte man haben (Kurzfilm)
- 1961: Das Kleid
- 1961: Eine Handvoll Noten
- 1961: Der Traum des Hauptmann Loy
- 1962: Auf der Sonnenseite
- 1962: Die Jagd nach dem Stiefel
- 1962: Das verhexte Fischerdorf
- 1962: Revue um Mitternacht
- 1963: For Eyes Only
- 1963: Nebel
- 1963: Reserviert für den Tod
- 1963: Verliebt und vorbestraft
- 1964: Geliebte weiße Maus
- 1964: Das Stacheltier: …aber genau!
- 1965: Ohne Paß in fremden Betten
- 1966: Alfons Zitterbacke
- 1966: Reise ins Ehebett
- 1966/2009: Hände hoch oder ich schieße
- 1967: Die gefrorenen Blitze
- 1967: Geschichten jener Nacht (Episode 1)
- 1967: Meine Freundin Sybille
- 1968: Wir lassen uns scheiden
- 1968: Die Nacht im Grenzwald
- 1968: Heißer Sommer
- 1968: Schüsse unterm Galgen
- 1968: Mord am Montag
- 1968: Hauptmann Florian von der Mühle
- 1968: 12 Uhr mittags kommt der Boß
- 1969: Die Pferdekur (TV)
- 1969: Im Himmel ist doch Jahrmarkt
- 1969: Zeit zu leben
- 1969: Der Engel im Visier (TV)
- 1970: Der Staatsanwalt hat das Wort: Strafversetzt (TV-Reihe)
- 1970: Aus unserer Zeit (Episode 4)
- 1970: Unter den Linden – Geschichte und Geschichten (Fernsehfilm)
- 1971: Anflug Alpha 1
- 1971: Der Sonne Glut (TV)
- 1972: Polizeiruf 110: Blutgruppe AB (TV-Reihe)
- 1972: Nicht schummeln, Liebling!
- 1972: Reife Kirschen
- 1973: Die sieben Affären der Doña Juanita (vierteiliger Fernsehfilm)
- 1974: Polizeiruf 110: Die verschwundenen Lords (TV-Reihe)
- 1974: Hallo Taxi
- 1976: Die Bibliothekarin (TV)
- 1976: Ein altes Modell (TV)
- 1976: Nelken in Aspik
- 1976: Liebesfallen
- 1976: Unser stiller Mann
- 1979: Einfach Blumen aufs Dach
- 1979: Für Mord kein Beweis
- 1980: Don Juan – Karl-Liebknecht-Str. 78
- 1983: Zille und ick

## Theater
- 1953: Hurra, Humor ist eingeplant – Regie: Joachim Gürtner (Kabarett-Theater Distel, Berlin)
- 1954: Mensch, fahr richtig! – Regie: Joachim Gürtner (Kabarett-Theater Distel, Berlin)
- 1954: Wegen Renovierung geöffnet – Regie: Robert Trösch (Kabarett-Theater Distel, Berlin)
- 1955: Keine Ferien für den lieben Spott – Regie: Heinrich Fratzer (Kabarett-Theater Distel, Berlin)
- 1955: Himmel, Marsch und Wolkenbruch  – Regie: Wolfgang E. Struck (Kabarett-Theater Distel, Berlin)
- 1955: Wer einmal in den Fettnapf tritt – Regie: Ernst Kahler (Kabarett-Theater Distel, Berlin)
- 1956: Wem die Jacke passt… – Regie: Distel-Kollektiv (Kabarett-Theater Distel, Berlin)
- 1956: Oh, du geliebtes Trauerspiel – Regie: Ernst Kahler (Kabarett-Theater Distel, Berlin)
- 1957: Wenn die kleinen Kinder schlafen – Regie: Joachim Gürtner/Erich Brehm (Kabarett-Theater Distel, Berlin)
- 1957: Wohin rollst du, Erdäpfelchen – Regie: Wolfgang E. Struck (Kabarett-Theater Distel, Berlin)

## Hörspiele
- 1960: Gerhard Rentzsch: Altweibersommer (Heimleiter) – Regie: Hans Knötzsch (Rundfunk der DDR)
- 1960: Joachim Goll: Ein Arzt unterwegs (Bamm) – Regie: Helmut Hellstorff (Hörspiel – Rundfunk der DDR)
- 1964: Martine Monod: Normandie-Njemen – Bearbeitung und Regie: Fritz Göhler (Kinderhörspiel – Rundfunk der DDR)
- 1968: Giles Cooper: Die unverdauliche Auster – Regie: Wolfgang Brunecker (Hörspielkomödie – Rundfunk der DDR)
- 1969: Hans Siebe: Der Mitternachtslift (Koller) – Regie: Fritz Göhler (Kriminalhörspiel – Rundfunk der DDR)
- 1969: Fritz Selbmann: Ein weiter Weg – Regie: Fritz-Ernst Fechner (Hörspiel (8 Teile) – Rundfunk der DDR)
- 1970: Arne Leonhardt: Unser stiller Mann (Helferich) – Regie: Werner Grunow (Hörspiel – Rundfunk der DDR)
- 1975: Horst-Ulrich Semmler: Bereitschaftsdienst (Herr Neumann) – Regie: Maritta Hübner (Kinderhörspiel – Rundfunk der DDR)
- 1975: Joachim Herz-Glombitza: Die Kulturkanone (Herbert) – Regie: Joachim Gürtner (Hörspielreihe: Neumann, zweimal klingeln – Rundfunk der DDR)
- 1976: Rudolf Bartsch: Der geschenkte Mörder (Lemke) – Regie: Fritz-Ernst Fechner (Kriminalhörspiel (Teil 1) – Rundfunk der DDR)
- 1976: Adolf Glaßbrenner: Antigone in Berlin (Schlosser) – Regie: Werner Grunow (Hörspiel (Kunstkopf) – Rundfunk der DDR)

## Auszeichnungen
- Werner Lierck wurde mit dem Heinrich-Greif-Preis der DDR ausgezeichnet.